# Clemens von Velsen
Clemens von Velsen (* 21. September 1905 in Berlin; † 29. September 1983 in Hannover) war ein deutscher Ingenieur, Bergassessor, Generaldirektor und  Handelskammerpräsident.

## Werdegang

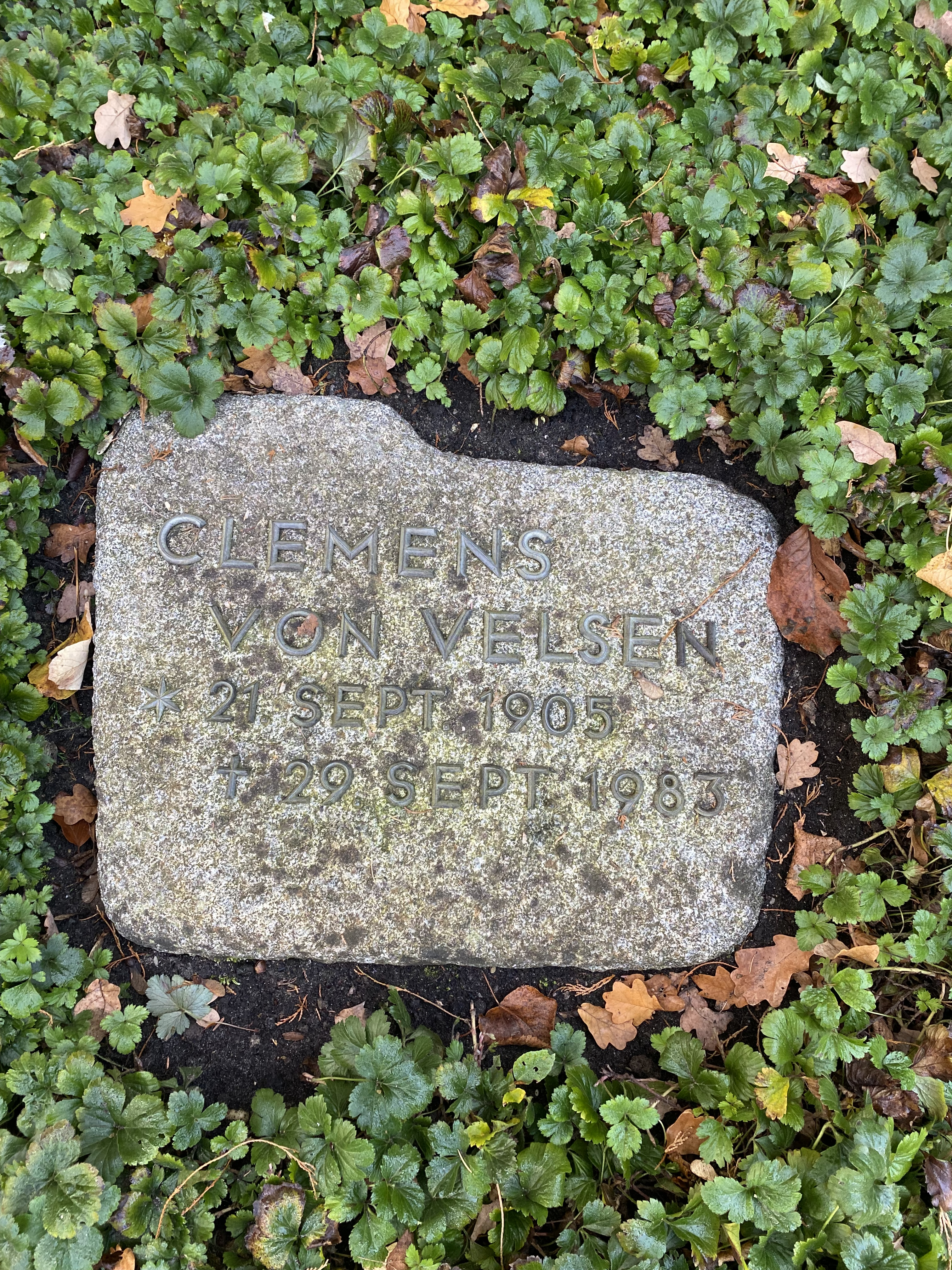
Kissenstein in der Familiengrabstätte

Velsens Eltern waren der Offizier und Kaufmann Stefan von Velsen (1876–1969) und Lilia von Oesterreich (1881–1964).
Clemens von Velsen besuchte die Universität Heidelberg sowie die Technische Hochschule Berlin und schloss sein Studium als Diplom-Ingenieur ab. Seit 1924 war er Mitglied des Corps Guestphalia Heidelberg. Von 1932 bis 1934 arbeitete er bei der Steinkohlenzeche Carl Alexander als Prokurist. Er war Mitglied der NSDAP.
1934 rückte er in den Vorstand der Preußischen Bergwerks- und Hütten AG auf, dem er bis 1945 angehörte. Ab 1947 gehörte er der Geschäftsführung des Mineralölunternehmens OLEX und nach dessen Fusion ab 1950 der Geschäftsführung der BP Benzin- und Petroleum-Gesellschaft an. Ab 1956 saß er im Vorstand der Vereinigten Kali-Werke Salzdetfurth AG in Hannover und war dort von 1961 bis 1971 Vorsitzender des Vorstands. Von 1970 bis 1976 war er Vorsitzender des Industrie-Clubs Hannover.
Clemens von Velsen verstarb wenige Tage nach Vollendung seines 78. Lebensjahres und wurde in der Familiengrabstätte auf dem Alten Niendorfer Friedhof in Hamburg beigesetzt.

## Auszeichnungen
- Stadtplakette Hannover[1]
- Ehrenring der IHK[1]
- 1983: Großes Verdienstkreuz der Bundesrepublik Deutschland